# Tamanski
Tamanski (del ruso: Таманский) es un posiólok del raión de Temriuk del krai de Krasnodar del sur de Rusia. Está situado en la península de Tamán, en el delta del Kubán, 50 km al suroeste de Temriuk y 172 km al oeste de Krasnodar, la capital del krai. Tenía 1 912 habitantes en 2010.
Es cabeza del municipio Novotamanskoye, al que pertenecen asimismo Artiushchenko, Veselovka y Progres.